# Kengan Ashura
Kengan Ashura (яп. ケンガンアシュラ Кэнган Асюра) — японская манга по сценарию Ябако Сандровича, нарисованная Daromeon. Публиковалась Shogakukan на сайте Ura Sunday с апреля 2012 по август 2018 года, главы были собраны в 27 танкобонов. Продолжение, Kengan Omega, начало выходить в январе 2019 года. Была адаптирована в ONA аниме-сериал. Первая часть из 12 эпизодов была впервые показана Netflix в июле 2019 года, следующие 12 эпизодов — в октябре; объявлялось о сиквеле.

## Сюжет
В те времена, которые в Японии назывались периодом Эдо, по всему миру в различной форме проходят гладиаторские бои, где победитель получаёт всё, Кэнганские матчи. Они проводятся на гладиаторских аренах, и гладиаторов для сражений нанимают владельцы крупных фирм. Кадзуо Ямасита, обычный японский служащий Nogi Group, становится свидетелем драки в переулке между двумя таинственными бойцами. Один из них, Токита «Ашура» Ома, разыскивается генеральным директором Nogi Group Хидэки Ноги из-за победы над своим предыдущим бойцом в уличной драке. Кадзуо оказывается вынужден стать менеджером Омы, который выходит на эти арены только для того, чтобы обездоливать своих противников. Его впечатляющая способность сокрушать врагов привлекает внимание владельцев крупного бизнеса, что привело к его включению в Турнир Аннигиляции Кэнгана по приглашению Хидэки. Этот турнир проводится крупнейшими руководителями Японии, и победитель получает место председателя Ассоциации Кэнган, должность, дающую огромную власть и престиж. По ходу действия турнира Ома борется не только с гладиаторами, но и со своим вернувшимся прошлым, а Кадзуо пытается выяснить истинные причины того, почему его пригласили на этот турнир.

### Манга
Kengan Ashura написана Ябако Сандровичем и проиллюстрирована Даромеоном. Она публиковалась на онлайн-платформе Shogakukan Ura Sunday и в приложении MangaONE с 18 апреля 2012 г. по 9 августа 2018 г. . Shogakukan собрал свои главы в двадцати семи танкобонах, выпущенных с 18 декабря 2012 г. по 19 февраля 2019 г.  
Сиквел под названием Kengan Omega (яп. ケンガンオメガ Кэнган Омэга) начал публиковаться на Ura Sunday и в MangaONE 17 января 2019 года. Его действие разворачивается через два года после событий оригинального сериала. Первый танкобон вышел 19 февраля 2019 г. По состоянию на 16 сентября 2021 года выпущено десять томов. 
Comikey купил цифровую лицензию в Северной Америке на оба сериала.

### Аниме
В январе 2015 года Ura Sunday запустил опрос среди фанатов, чтобы позволить им решить, какой из сериалов платформы должен получить аниме-адаптацию. В мае 2015 года было объявлено, что Kengan Ashura выиграл опрос, набрав 2,3 миллиона из 9 миллионов голосов, и по нему будет снято аниме. Два года спустя, 7 декабря 2017 года, было объявлено, что аниме всё ещё находится в разработке, а 12 декабря 2017 года в 23-м томе манги было объявлено, что экранизация выйдет в формате телесериала. Персонал и дата выпуска сериала были объявлены 22 марта 2018 года. Сериал был снят Сэйдзи Киси по сценарию Макото Уэдзуна студии Larx Entertainment. Кадзуаки Морита разработал дизайн персонажей для аниме, а Ясухару Таканаси написал музыку. Мировая премьера сериала состоялась на выставке Anime Expo 7 июля 2018 года. Премьера сериала в Японии состоялась 27 января 2019 года в кинотеатре Toho Cinemas Roppongi Hills. Выход сериала состоялся 31 июля 2019 года. Открывающая тема — «King & Ashley» от My First Story, а финальная — «Born This Way» от BAD HOP. Аниме вышло на Netflix. Премьера второй части сериала, также состоящей из 12 серий, состоялась на Netflix 31 октября 2019 года.
24 марта 2022 года было объявлено, что аниме получит продолжение. Редактор манги Kengan Omega подтвердил в Твиттере, что продолжение аниме будет адаптировать историю оригинальной манги «до конца оригинала (конца турнира)!».